# 日本再生歯科医学会
日本再生歯科医学会（にほんさいせいしかいがっかい、Japanese Association of Regenerative Dentistry;JARD）とは、歯科における再生医学を中心とした学問を取り扱う専門学術団体の一つである。

## 概要
2003年に設立された。2013年現在、会長は吉山昌宏。

## 総会
- 年1回

## 本部事務局
- 〒700-8525 岡山市鹿田町二丁目5番1号

## 学会誌
- 『日本再生歯科医学会誌』年2回発刊 ISSN:1348-9615
- 『Journal of Oral Tissue Engineering』年3回発刊 ISSN:1348-9623

## 専門認定
- 日本再生歯科医学会認定医

## 大会等
| 年     | 月日           | 名称                                      | 会長       | 会場                                    | テーマ                                            | 参加者数 | 備考          |
| ------ | -------------- | ----------------------------------------- | ---------- | --------------------------------------- | ------------------------------------------------- | -------- | ------------- |
| 2003年 | 10月14日       | 第1回日本再生歯科医学会学術大会および総会 | 吉山昌宏   | 岡山大学歯学部                          |                                                   |          | [ 2 ]         |
| 2004年 | 9月4日         | 第2回日本再生歯科医学会学術大会および総会 | 斎藤隆史   | 北海道歯科医師会館                      |                                                   |          | [ 3 ]         |
| 2005年 | 9月3日         | 第3回日本再生歯科医学会学術大会および総会 | 春日井昇平 | 東京医科歯科大学                        |                                                   |          | [ 4 ]         |
| 2006年 | 9月9日～10日   | 第4回日本再生歯科医学会学術大会および総会 | 今井久夫   | 大阪マーチャンダイズ・マートビル        | 硬組織再生の新たな展開                            |          | [ 5 ]         |
| 2007年 | 9月22日～23日  | 第5回日本再生歯科医学会学術大会および総会 | 井上孝     | 東京歯科大学血脇記念ホール              | 口腔組織再生の到達点                              |          | [ 6 ]         |
| 2008年 | 9月12日        | 第6回日本再生歯科医学会学術大会・総会     | 佐藤田鶴子 | 日本歯科大学九段ホール                  | 基礎と臨床のインターフェイス                      |          | [ 7 ]         |
| 2009年 | 9月12日        | 第7回日本再生歯科医学会学術大会および総会 | 寺下正道   | 九州歯科大学                            | 歯と骨の再生 - 生体材料・細胞誘導・サイトカイン - |          | [ 8 ]         |
| 2010年 | 10月29日～30日 | 第8回日本再生歯科医学会学術大会および総会 | 河合逹志   | 愛知学院大学歯学部楠元校舎              | 「再生医療とバイオマテリアルの現状と未来          |          | [ 9 ]         |
| 2011年 | 9月10日        | 第9回日本再生歯科医学会学術大会・総会     | 池尾隆     | 大阪国際会議場                          | The Future ～WELLNESS～ 再生歯科医学・医療の貢献  |          | [ 10 ]        |
| 2012年 | 9月1日～2日    | 第10回日本再生歯科医学会学術大会・総会    | 吉山昌宏   | ニチイ学館 神戸ポートアイランドセンター | 再生歯学と再建学の融合                            |          | [ 11 ] [ 12 ] |